# Sky Girls
Sky Girls (яп. スカイガールズ Сукай Га:рудзу, Небесные девочки) — изначально короткая OVA-серия, длящаяся 30 минут, выпущенная совместно студиями Konami и J.C.Staff 25 августа 2006 года. Позже теми же студиями был выпущен аниме-сериал, который транслировался по телеканалу Chiba TV с 5 июля 2007 года по 11 января 2008 года. Всего было выпущено 26 серий аниме. По мотивам сериала была выпущена манга авторства Эйти Одзэки. По данным на 30 января — 5 февраля 2008 года, сериал Sky Girls занял 4 место в списке самых продаваемых аниме на DVD изданиях в Японии.

## Сюжет
Действие происходит в 2084 году, землю практически опустошили так называемые инопланетные существа «ВОРМ» (Weapon Of Raid Machines). Три молодые девушки-пилота, управляющие гигантскими роботами-экзоскелетами узнают, что стали избранными и теперь им предстоит спасти Землю от полного разрушения.

## Список персонажей
Отоха Сакурано (яп. 桜野 音羽 Сакурано Отоха)
Главная героиня истории, мастерски владеет мечом. Родом из острова, где её родители держат додзё. Очень жизнерадостная и наивная девушка, но становится жестокой, если Рёхэй говорит неприличные вещи, параллельно питает к нему любовные чувства. У Отохи есть двоюродный брат, который когда то исчез, сидя на скале, после появления необычного света. Появляется он в последних сериях, в неизменном возрасте, заявив, что он посланник ВОРМов. Её Соник дивер носит название Рэйдзин, сама Отоха называет его Зеро.
Сэйю: Аяко Кавасуми
Эйка Итидзё (яп. 一条 瑛花 Итидзё: Эйка)
Одна из главных героинь, обладает быстрыми рефлексами и хорошей выносливостью. Имеет за собой лучший опыт по вождению робота о демонстрирует всегда лучшие результаты среди пилотов. По этой причине была поставлена во главе команды пилотов. Сначала была очень недоверчивой к остальным но позже подружилась с другими девушками. У неё очень серьёзный характер, является типичной цундэрэ.
Сэйю: Сидзука Ито
Карэн Сономия (яп. 園宮 可憐 Сономия Карэн)
Одна из главных героинь, её IQ составляет 170 и она специализируется на механике. Окончила университет в 16 лет. Сильно смущается, когда рядом с парнями и поэтому не может с ними нормально общаться. Влюблена в Такуми. Регулярно пишет письма своему старшему брату, который работает в соседней базе.
Сэйю: Саори Гото
Эльза фон Дитрих (яп. エリーゼ·フォン·ディートリッヒ Эри:дзэ фон Ди:ториххи)
Самый молодой пилот. Единственная, что выжила после атаки на базу западной Европы. Из-за психической травмы очень плохо входила в контакт с другими девушками-пилотами, ведя себя, как «эгоистичный ребёнок». Очень хорошо пилотирует Дривер, однако хуже, чем Эйка. Первый раз появилась в 6 серии, после 11 серии становится одним из центральных персонажей.
Сэйю: Аюми Цудзи
Айша Кришнам (яп. アイーシャ·クリシューマン Аи:ся Курисю:ман)
Таинственная, застенчивая девушка родом из Индии, чей отец занимался изучением нанотехнологий ВОРМов. В 20 серии показано, что она может немного контролировать ВОРМов, из-за чего многие стали её бояться. В конце истории становится пятым пилотом Соник Дивера.
Сэйю: Адзуса Катаока
Соя Того (яп. トーゴ 宗谷 То:го Со:я)
Бывший боевой пилот, который в предыдущей войне с ВОРМамаи защищал Дзина Хидзаки, но теперь больше не может летать. Теперь он командует 13-й эскадрилью Соник Дивер. В его обязанности входит в основном подготовка пилотов и отдача приказов. Любит рыбалку. Хотя со стороны кажется, что Соя равнодушный человек, он сильно заботится о своих подчинённых, поэтому во время тренировок, Соя особенно строг, чтобы лучше подготовить девушек в бою.
Сэйю: Кэйдзи Фудзивара
Рэй Хидзуки (яп. ヒズ木 レイ Хидзуки Рэй)
Тихий и незаметный сотрудник, принимающий участие в программе Соник Дивер. Чинит и совершенствует Соник Диверы для борьбы с ВОРМами. Нелюдимый и при других людях не показывает свои эмоции, что делает его на вид холодным человеком.
Сэйю: Дзюндзи Мадзима
Нанаэ Фудзиэда (яп. 藤枝 七飯 Фудзиэда Нанаэ)
Ассистен Хидзуки, пока на бела переведена с Соник Дивером в эскадренный миноносец Корю. Собирает информацию о Соник Дриверах. Очень быстро работает и надёжная девушка. Очень застенчивая и одновременно имеет самую большую грудь среди известных персонажей. Родилась на острове, у Нанаэ есть младшая сестра по имени Хакаси и друг детства Куросава Хирохару. Появляется всегда при рекламе спонсоров в сериях аниме.
Сэйю: Юи Хориэ
Такуми Хаями (яп. 速水 匠 Хаями Такуми)
Добрый парень, который всегда улыбается. Занимается связью с Соник Диверами и любыми потенциальными врагами. Иногда работает в камбузе корабля, помогая в готовить шеф-повару. Увлекается фотографией и влюблён в Карэн.
Сэйю: Рёко Сираиси
Рёхэй Татибана (яп. 橘 良平 Татибана Рё:хэй)
Специалист по Синик Диверам, работает на Рэйдзин. Очень грубый и склонен к извращениям, за что Отоха ругает его. Несмотря на это между ним и Отохой образовались тесные связи, хотя они всё время ссорятся.
Сэйю: Кисё Танияма
Ранко и Харуко Микогами (яп. 巫女神 ラン子、 巫女神 晴子 Микогами Ранко, Микогами Харуко)
Сёстры-близнецы и механики Соник-диверов. Ранко имеет розовые волосы, очень весёлая и доброжелательная. Харуко имеет синие волосы и наоборот спокойная.
Сэйю: Кумико Хига, Момоко Исикава
Дзин Хидзаки (яп. ヒズ木 仁 Хидзаки Дзин)
Старый знакомый Того. Сначала ведёт себя высокомерно по отношению с другим пилотам и Соник Диверам. Сам управляет кораблём Вик Випером из известной компьютерной игры Gradius.
Сэйю: Дзюнъити Сувабэ

## Список серий аниме
| 00 | Sky Girls OVA                    |
| Фактически пилотная серия Sky Girls, есть серьёзные отличия от аниме: Эйка, Отоха и Карэн на военно-морском эсминце сталкиваются в ВОРМами. |                                  |
| 01 | Кандидаты                        |
| Три молодые девушки-лётчики становятся новыми испытателями программы «Дивер Соник». |                                  |
| 02 | Соник Дивер                      |
| Девушки прогуливаются по военной базе, знакомясь друг с другом и остальным персоналом. |                                  |
| 03 | Полёт                            |
| Эйка выполняет первый испытательный полет с Соник Дивером. |                                  |
| 04 | Уголок аллеи в выходные          |
| После того, как девушки пробуют все свои Соник Диверы, они получают впервые зарплату и выходной. Девушки встречают нового друга — Такуми Хаями. |                                  |
| 05 | Смотри за мной Зеро!             |
| Девушки учатся работать в команде. У Отохи большие проблемы со стрельбой. |                                  |
| 06 | Тайна Нанаэ                      |
| Элис выживает после разрушения базы западной Европы. По пути в базу Оппама, Отоха находит огромный лифчик и должна вернуть его владелице. Во время тренировок, девушек ждёт сюрприз.                                                                             |                                  |
| 07 | Имя небесных девушек             |
| Пришло время выступления девушек во время воздушного фестиваля Оппама, девушкам нужно придумать имя команды. |                                  |
| 08 | Пойдём в жаркую весну            |
| Девушки развлекаются на горячих источниках. Они узнают правду о программе Соник Дивер. |                                  |
| 09 | Замок Дельты                     |
| Девушки учатся выполнять боевые маневры, чтобы уничтожить ВОРМа. Во время настоящего боя пробуют выполнить трюки, но Карэн получает сотрясение мозга и растяжение руки.                                                                                          |                                  |
| 10 | База привидений                  |
| Девушки пытаются выяснить, являются ли слухи о привидении на базе правдивыми? |                                  |
| 11 | Четвёртая небесная девушка       |
| Девушки встречают Элис, пилота Соник Дивера из уничтоженной западно-европейской базы. |                                  |
| 12 | Прощай, Оппама                   |
| Карэн собиралась встретиться со своим старшим братом, но обязана срочно отправляться на спасательную миссию. Девушки отправляются в корабль «Корю». |                                  |
| 13 | Корю съезжает!                   |
| Теперь новый дом девушек располагается на базе, в море. У Рёхэя начинается морская болезнь, и в результате он не может нормально работать. ВОРМы приближаются к кораблю, однако Отоха не может запустить робота, пока Рёхэй не оклемается и починит Соник Дивер. |                                  |
| 14 | Замок квадры                     |
| Девушки все вместе сражаются с ВОРМами, однако плохо работают в команде. Биг Вайпер принимает своё первое участие в бою. |                                  |
| 15 | Отец и Дочь                      |
| Военные разрабатывают новый план против ВОРМов и для этого надо подготовить пилотов, зная о местоположении их гнезда. Отец Эйки во время работы теряет сознание.                                                                                                 |                                  |
| 16 | Остановка в порту                |
| Корю причаливает к маленькому острову, который оказывается домом Нанаэ. Девушка встречается с другом детства Куросавой Хирочару, который позже обнаруживает, что их атакуют ВОРМы. Парня спасают девушки-пилоты.                                                 |                                  |
| 17 | Западный остров небесных девушек |
| Девушки оказываются на острове, в южной части Тихого океана и ждут, пока их спасут. |                                  |
| 18 | Нарушитель                       |
| Маленькие ВОРМы вторгаются в Корю. |                                  |
| 19 | Хроники Айши                     |
| Элис подозрительно относится с Айше. Девушки узнают и происхождении ВОРМов. |                                  |
| 20 | Первое впечатление от находки.   |
| Такуми находит пленочную камеру. Новые ВОРМы быстро атакуют базу. |                                  |
| 21 | Отъединённый фронт               |
| Эскадрилья Биг Вайпер атакует ВОРМов, используя возможности автотомии. Раскрывается история Того в прошлом. |                                  |
| 22 | Южный крест — Святая ночь        |
| В Корю празднуют рождество. Отоха сталкивается с ВОРМами, один из них имеет схожий облик с давно исчезнувшим братом Отохи. |                                  |
| 23 | Потерянное крыло                 |
| Отоха узнают, что её брат давно был похищен ВОРМами и обращён в одного из них. |                                  |
| 24 | Битва                            |
| Экипаж Корю готовится к последнему бою с ВОРМами. |                                  |
| 25 | Отоха, однажды снова             |
| Все девушки-пилоты участвуют в финальной битве против гнезда ВОРМов. |                                  |
| 26 | Следующий раз                    |
| Действие происходит через полгода. ВОРМы были разгромлены, Айша просыпается. |                                  |

## Музыка
Открытие
- «Baby’s Tears» исполняет: Рию Косака (OVA)
- «Virgin’s High!» исполняет: MELL

Концовка
- «Shooting Star ~Negai o Komete~» исполняет: Саори Гото (OVA)
- «True Blue» исполняет: Саори Гото (1-13 серии)
- «Diamond Sparkle» исполняет: Адзуса Катаока (14-26 серии)